# ألبيرتو ستايلي
كارلوس ألبرتو بيزارو (من مواليد 18 مارس 1975) ، المعروف باسم ألبيرتو ستايلي (بالإسبانية: Alberto Stylee) ، هو مغني وكاتب أغاني من بورتوريكو. بينما بدأت مسيرته مع الهيب هوب والريغيتون ، اشتهر بأغاني موسيقى الريغي مثل "Perros y Gatos" و "Te Imagino" ومؤخراً "Perdona".